# باولو مونتيرو
باولو مونتيرو (بالإسبانية: Paolo Montero)، من مواليد 3 سبتمبر 1971 في مونتفيديو عاصمة أوروغواي، مدرب كرة قدم ولاعب سابق. سبق أن لعب مع نادي بينارول.
بدأ مونتيرو مسيرته الكروية في نادي بينارول، وبعدها انتقل ولعب لنادي أتالانتا، وفي عام 1996 انتقل إلى نادي يوفنتوس الإيطالي، وفاز معهم بلقب الدوري الإيطالي أربع مرات، وقد تركهم في عام 2005، وانتقل بعدها إلى نادي سان لورينزو الأرجنتيني، وفي عام 2006 انتقل مونتيرو إلى نادي بينارول.
و لعب مونتيرو 61 مباراة مع منتخب أوروغواي لكرة القدم، وشارك في كأس العالم لكرة القدم 2002.
يشتهر مونتيرو بالالتحامات القوية، وهو أكثر من طُرد في تاريخ الدوري الإيطالي ب16 مرة!

## مسيرته الكروية
لعب باولو مونتيرو خلال مسيرته الاحترافية مع 4 أندية في سبعة عشر موسمًا وسجل خلالها 8 أهداف ضمن 369 مباراة. ولم يفز بأي موسم بالكأس وفاز في أربعة مواسم بالدوري.
خاض باولو مونتيرو مسيرته مع نادي بنيارول في عامي 1991-1993في المرة الأولى ولمدة موسمين ثم في موسم 2006–07 لمدة موسم واحد، مشاركًا طوالها في 55 مباراة سجل خلالها هدفين. ثم انتقل إلى نادي أتالانتا في موسم 1992–93 ليلعب معه أربعة مواسم، حيث شارك في 114 مباراة سجل خلالها 4 أهداف. لينتقل بعدها إلى نادي يوفنتوس في موسم 1996–97 ليلعب معه تسعة مواسم، مشاركًا في 186 مباراة سجل خلالها هدفا وحيدًا. ثم انتقل إلى نادي سان لورينزو في موسم 2005–06 لمدة موسم واحد، مشاركًا في 14 مباراة سجل خلالها هدفا وحيدًا أيضًا.

## روابط خارجية
- باولو مونتيرو على موقع الاتحاد الدولي (مؤرشف)  (الإنجليزية)
- باولو مونتيرو على موقع الاتحاد الأوربي (الإنجليزية)
- باولو مونتيرو على موقع قاعدة بيانات كرة القدم.إي يو (الإنجليزية)
- باولو مونتيرو على موقع ناشيونال فوتبول تيمز (الإنجليزية)
- باولو مونتيرو على موقع Soccerway.com (الإنجليزية)
- باولو مونتيرو على موقع عالم كرة القدم.نت (الإنجليزية)